# Archaeolus
Archaeolus là một chi bọ cánh cứng trong họ 
Elateridae.
Chi này được miêu tả khoa học năm 1986 bởi Lin Qibin.

## Các loài
Chi này có các loài:
- Archaeolus funestus Lin Qibin, 1986